# Ripollet
Ripollet este o localitate în Spania în comunitatea Catalonia în provincia Barcelona. În 2006 avea o populație de 35.427 locuitori cu o suprafață de 4 km2.
1. ↑  Nomenclátor Geográfico de Municipios y Entidades de Población (20240402 edition)
2. ↑   http://www.elpuntavui.cat/article/3-politica/17-politica/866942-jose-m-osuna-nou-alcalde-de-ripollet.html Lipsește sau este vid: |title= (ajutor)
3. 1 2   http://www.idescat.cat/pub/?id=aec&n=925&t=2016 Lipsește sau este vid: |title= (ajutor)